# Giwat Ela
Giwat Ela (hebr. גִּבְעַת אֵלָה; ang. Givat Ela; pol. To Wzgórze) – wieś komunalna położona w Samorządzie Regionu Emek Jizre’el, w Dystrykcie Północnym, w Izraelu.

## Położenie
Giwat Ela jest położona na wysokości od 230 do 295 metrów n.p.m. na północno-zachodnim skraju masywu górskiego Hare Nacerat, oddzielającego Dolinę Bejt Netofa od Doliny Jezreel w Dolnej Galilei, na północy Izraela. Na południe od wsi wznosi się zalesione wzgórze Giwat Timrat (364 m n.p.m.). Teren po stronie północnej i południowo-zachodniej mocno opada w kierunku wadi strumienia Cippori. W jej otoczeniu znajduje się miasto Migdal ha-Emek, miasteczka Zarzir i Ilut, oraz wsie komunalne Szimszit i Timrat. Na południe od wsi znajduje się baza wojskowa Ma’alul.
Giwat Ela jest położona w Samorządzie Regionu Emek Jizre’el, w Poddystrykcie Jezreel, w Dystrykcie Północnym Izraela.

## Historia
W 1983 roku władze państwowe podjęły decyzję o utworzeniu w tej okolicy dwóch nowych żydowskich osiedli mieszkaniowych. Miały być one przeciwwagą dla okolicznych społeczności arabskich, oraz miały przyczynić się do zmniejszenia problemu braków mieszkaniowych. We wrześniu 1986 roku rozpoczęto budowę pierwszych domów mieszkalnych i w 1988 roku utworzono wieś Giwat Ela. Była to osada, której mieszkańcy dojeżdżali do pracy w pobliskich strefach przemysłowych. Inicjatywa założenia tej nowej osady wyszła od grupy młodych mieszkańców Hajfy, którzy chcieli zamieszkać w wiejskiej okolicy, zachowując przy tym wysokie standardy życia. Planowana jest dalsza rozbudowa wioski. W 2000 roku powstała sąsiednia wieś Szimszit.

## Demografia
Większość mieszkańców wsi jest Żydami, jednak nie wszyscy identyfikują się z judaizmem. Tutejsza populacja jest świecka:

## Gospodarka i infrastruktura
Mieszkańcy wsi dojeżdżają do miejsc pracy położonych poza osadą. We wsi jest przychodnia zdrowia i sklep wielobranżowy.

## Transport
Ze wsi wyjeżdża się na północny zachód na drogę 7626 w miejscowości Zarzir. Jadąc tą drogą na północny zachód dojeżdża się do drogi ekspresowej nr 77, a jadąc na południowy zachód dojeżdża się do skrzyżowania drogi nr 75 z drogą nr 73 przy moszawie Nahalal.

## Edukacja i kultura
Wieś posiada własne przedszkole i szkołę podstawową. Starsze dzieci są dowożone do szkoły średniej w moszawie Nahalal. We wsi jest ośrodek kultury z biblioteką, basen pływacki, sala sportowa z siłownią, boiska oraz korty tenisowe. Jest tu także synagoga i mykwa.